# Mycetophila inquisita
Mycetophila inquisita är en tvåvingeart som beskrevs av Zaitzev 1999. Mycetophila inquisita ingår i släktet Mycetophila och familjen svampmyggor. Inga underarter finns listade i Catalogue of Life.